# Karl Johan Wetterlind

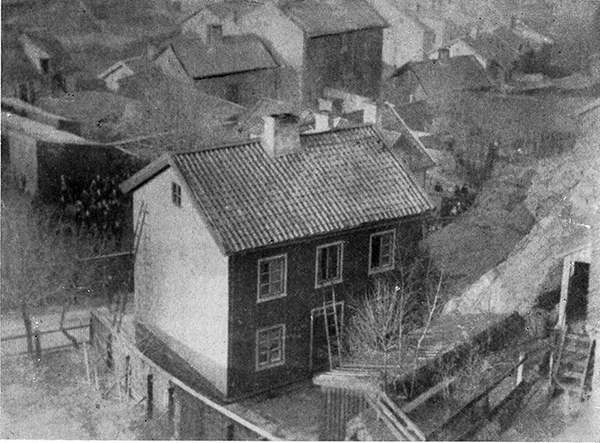
Huset på Gråbergsgatan 107 där dramat utspelades.

Karl Johan Wetterlind, född 1 juni 1838 i Göteborg, död 14 juli 1910 i Kristinehamn, var son till en tulltjänsteman och tidigare anställd som bokhållare vid Göteborgs järnvåg. 
Han blev känd genom det så kallade Wetterlindsdramat, som inleddes tisdagen 15 februari 1887 vid Prostens äng, Gråbergsgatan 107 i Majorna där han bodde. 
Wetterlind, som den senaste tiden uppträtt underligt och allt mer irrationellt, söktes av polisen, som hade anmodats att föra honom till sjukhus för psykiatrisk vård. Wetterlind hade emellertid barrikaderat sig på husets övervåning och besköt poliserna. Man försökte först driva ut honom med hjälp av en brandspruta, men Wetterlind sköt då en civilperson som assisterade polisen. Även en elektriskt laddad stång användes. Man drog sig därefter tillbaka och beslöt att avvakta. Natten var lugn, men dagen efter besköt och sårade Wetterlind ytterligare tre civilpersoner. En av dem skadades så allvarligt att han avled på väg till sjukhus. Polisen fortsatte att bevaka fastigheten och försökte med olika medel locka ut Wetterlind, men inte förrän på tisdag eftermiddag den 22 februari lyckades de gripa honom. Det var poliskonstapel Lindros som tålmodigt och lugnt samtalade med Wetterlind och bjöd på vatten samt en pris snus. Då Wetterlind sträckte sig efter snuset kunde han övermannas. 
Han togs in på Kristinehamns hospital, där han avled 1910 och begravdes på hospitalskyrkogården.
Karl Johan Wetterlind levde ett sparsamt liv och hade samlat på sig "ett ej obetydligt kapital, på vars avkastning han levde". Fruktan för att någon ville komma åt hans pengar, omfattande trakasserier från områdets kvinnor samt det faktum att han varit en passionerad jägare utgjorde olyckliga omständigheter.

## Offer
- Tisdag 15 februari
  - Poliskonstapel nr. 139 Holm, "allvarsamt skottskadad"
  - Klampare Johan Olsson, skjuten i huvudet, allvarligt skadad
- Onsdag 16 februari
  - Muraren I A Lindberg träffas av en revolverkula, arbetskarlen Strömberg av en hagelsvärm
  - Blott 20-årige plåtslagare Frans Albert Jakobsson skjuts i bröstet och avlider på väg till sjukhuset